# Oliver Heldens
 Olivier JL Heldens (sinh ngày 1 tháng 2 năm 1995), được biết đến với nghệ danh Oliver Heldens, là một DJ và nhà sản xuất âm nhạc điện tử người Hà Lan đến từ Rotterdam.
Anh được coi là người tiên phong của thể loại future house, giúp nó thu hút sự chú ý quốc tế và thành công trên các bảng xếp hạng bao gồm "Gecko (Overdrive)", "Last All Night (Koala)", "The Right Song", "Fire in My Soul" và "Turn Me On”. Anh cũng sản xuất các bài hát bass house với bí danh HI-LO, xuất phát từ "Oli H" ở dạng đảo ngược, và sáng lập nên hãng thu âm Heldeep Records.  Tính đến tháng 12 năm 2019, anh là nghệ sĩ được phát trực tiếp nhiều thứ 346 trên Spotify, với hơn một tỷ lượt phát trực tiếp.

## Sự nghiệp

### 2013–2014: Ra mắt và đột phá "Gecko"
Heldens bắt đầu sự nghiệp âm nhạc chuyên nghiệp của mình khi ký hợp đồng với Spinnin' Records vào năm 2013. Các bản phát hành đầu tiên của anh ấy trên hãng bao gồm các bài hát "Stinger" và "Thumper", có sự góp mặt của DJ Jacob van Hage. Bài hát năm 2013 "Gecko" của Heldens đã thu hút sự chú ý của DJ người Hà Lan Tiësto, người đã ký hợp đồng bài hát với hãng của anh ấy, Musical Freedom, và sau đó đã phát hành phiên bản có giọng hát thông qua FFRR của Warner Music Group với ca sĩ người Anh Becky Hill vào ngày 23 Tháng 6 năm 2014 với tên gọi " Gecko (Overdrive) ". Bài hát đã đạt vị trí số 1 trên bảng xếp hạng Top 40 của Vương quốc Anh vào tháng 6 năm 2014, được Pete Tong của BBC đặt tên là "Essential New Tune" vào ngày 31 tháng 1 năm 2014 và các DJ bao gồm David Guetta, Martin Garrix và Zedd bắt đầu hỗ trợ nó.
Vào tháng 1 năm 2014, Heldens đã ra mắt Heldeep Mixtape trên trang SoundCloud chính thức của mình, tạo ra các hỗn hợp mở rộng kết hợp nhiều thể loại nhạc điện tử khác nhau bao gồm các loại deep house và tech house. Mixtape đầu tiên bao gồm bản phối lại của anh ấy với ca khúc "Animals" của đồng nghiệp - người được ký hợp đồng với Spinnin' Records là Martin Garrix. Vào tháng 3 năm 2014, Heldens cũng cho phát hành một bản phối lại của "Feel Good" của Robin Thicke.
Heldens lọt vào Top 100 DJ Mag của năm 2014, xuất hiện lần đầu ở vị trí thứ 34. Vào tháng 12 năm 2014, anh ấy đã biểu diễn một bản Essential Mix trên BBC Radio 1, và DJ của đài phát thanh người Anh Pete Tong đã vinh danh anh ấy là "một trong những nhà sản xuất đột phá của năm". Heldens phát hành " Koala " trên Spinnin' Records vào tháng 8 năm 2014, và vào ngày 6 tháng 10 năm 2014, anh phát hành "This" cùng với Sander van Doorn.  "Koala" trở thành bản nhạc dance được tìm kiếm phổ biến thứ hai từ Amsterdam Dance Event 2014 trên ứng dụng nhận dạng âm nhạc Shazam. Anh ấy đã đạt được vị trí thứ 12 trong DJ Mag Top 100 2015, khiến anh ấy trở thành DJ nhà có thứ hạng cao nhất trong danh sách. Trong một cuộc phỏng vấn với Billboard tại Tomorrowland, Heldens mô tả phong cách của anh ấy là deep house đồng thời thừa nhận những ảnh hưởng chủ đạo trong âm nhạc của anh ấy.
Vào ngày 17 tháng 12 năm 2015, BBC Radio 1 thông báo rằng Heldens sẽ có một chương trình lưu trú bắt đầu từ ngày 22 tháng 1 năm 2016. Kể từ đó, Heldens đã phát một Radio 1 kéo dài 1 giờ vào thứ Năm của tuần thứ ba hàng tháng.

### 2015–2016: HI-LO và Heldeep Records

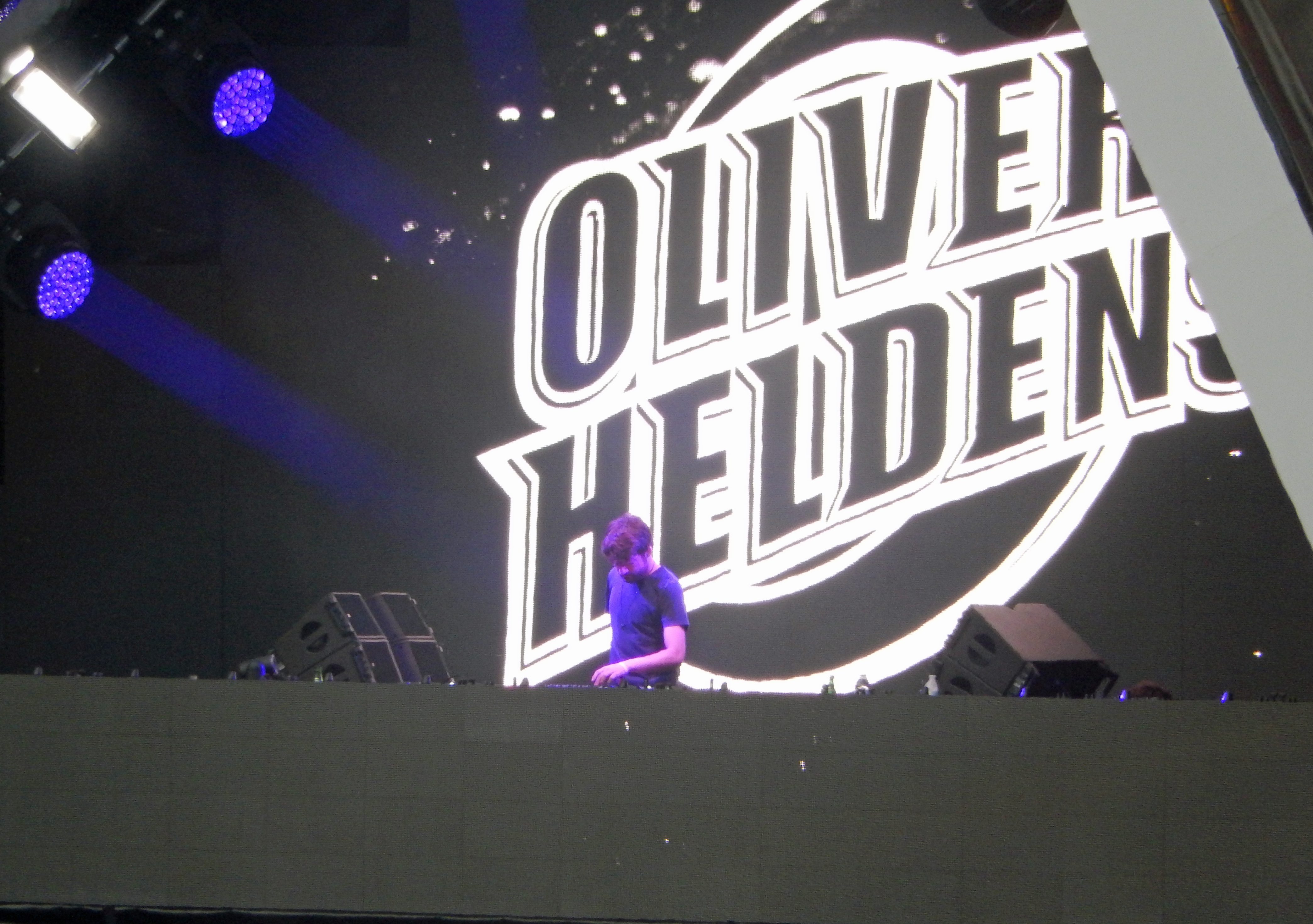
Heldens năm 2015

Vào tháng 7 năm 2015, bài hát của HI-LO "Renegade Mastah" là ca khúc đầu tiên được phát hành trên hãng thu âmmới Heldeep Records của Heldens. Trong một cuộc phỏng vấn sau đó với blog UKF, người ta đã tiết lộ rằng HI-LO chính là Heldens, người đã sử dụng hãng thu âm này để khởi động dự án HI-LO. HI-LO đã được gọi là một âm thanh ngầm sâu sắc hơn công việc của Heldens dưới tên của chính mình. Tiêu đề của dự án HI-LO được chọn làm palindrome cho Oli-H, để biểu thị tên của anh ấy. Tiếp theo là các ca khúc HI-LO "Crank It Up", "Wappy Flirt" và "Ooh La La", với đĩa đơn "Scrub the Ground" của Chocolate Puma và Tommie Sunshine được phát hành trên Heldeep Records vào tháng 10 năm 2015.
Heldens ra mắt Heldeep Records vào năm 2015 để tạo ra một nền tảng giới thiệu âm nhạc của các nhà sản xuất mới chớm nở. Heldeep sẽ phát triển từ một dấu ấn nhỏ thành một nhãn hiệu chính thức, ký hợp đồng với các nghệ sĩ bao gồm Alok, Chocolate Puma và Dada Life. Hãng đã tổ chức các sân khấu tại các lễ hội bao gồm Tomorrowland, Mysteryland, SW4, Electric Forest, Spring Awakening, Sunrise Festival, Imagine Festival, Black Sheep Festival, và các đêm của hãng trong Tuần lễ âm nhạc Miami và Amsterdam Dance Event.
Heldeep Talent EP được phát hành ngày 23 tháng 11 năm 2015 và bao gồm các bài hát "I Can't Stop" của Death Ray Shake, "Hookah" của Bojac, "Slip Away" của Niko The Kid và "Fall Under Skies" của Jonas Aden & Robby East. Kể từ đó, Oliver phát hành "Heldeep Talent EP Phần 2" vào ngày 21 tháng 3 năm 2016 Với ba ca khúc: "Get Busy" của Steff Da Campo, "Lethal" của NOVKA và "Mirrors feat. Stevyn của Tom Budin và Stevyn.
"Waiting", một sự hợp tác giữa Oliver Heldens và Throttle, được phát hành trên Heldeep Records vào ngày 7 tháng 1 năm 2016. Heldeep đã phát hành một ca khúc của Mr. Belt &amp; Wezol và Shermanology có tên "Hide & Seek" cũng như một ca khúc khác của Bougenvilla & Out Of Cookies có tên "Break It Down" vào ngày 25 tháng 4 năm 2016. Hãng cũng phát hành "Space Sheep", sự hợp tác giữa Heldens và Chocolate Puma vào ngày 2 tháng 5 năm 2016.

### 2017-nay: "Turn Me On" và các đĩa đơn khác
Năm 2017, Heldens phát hành đĩa đơn "Ibiza 77". Năm 2018, anh ký hợp đồng với RCA Records. Đĩa đơn năm 2018 của anh ấy " Fire in My Soul " có giọng hát của ca sĩ Shungduzo và được đồng sản xuất với Oak Felder.  Nó đạt vị trí số 1 trên bảng xếp hạng Billboard Dance Club Songs, và vị trí thứ 18 trên bảng xếp hạng Hot Dance / Electronic Songs. Cũng trong năm đó, anh phát hành bản phối lại của Chic " Le Freak " trên Atlantic Records, để kỷ niệm 40 năm ca khúc bán chạy nhất mọi thời đại của Atlantic Records. Năm 2018, anh hợp tác với Tổ chức Plastic Soup với tư cách là đại sứ mới của họ, nhằm giúp loại bỏ ô nhiễm đại dương.
Đĩa đơn " Turn Me On " năm 2019 của anh ấy với DJ Riton và ca sĩ Vula đã đạt vị trí thứ 10 trên bảng xếp hạng Global Shazam Top 200, vị trí thứ 12 trên bảng xếp hạng Top 40 của Vương quốc Anh, vị trí số 1 trên bảng xếp hạng MediaBase Dance Radio, vị trí số 1 trên bảng xếp hạng Billboard Dance / Mix Show Airplay, và vị trí thứ 5 trên bảng xếp hạng Dance Club Songs. Đối với đĩa đơn, anh và Riton đã hát thử bài hát năm 1982 " Don't Go " của Yazoo. Cũng trong năm 2019, Heldens phát hành "Lift Me Up", hợp tác với Firebeatz và nhà sản xuất Schella, với giọng hát từ Carla Monroe, hợp tác với Nile Rodgers of Chic và Devin trong "Summer Lover"  và phát hành đĩa đơn " Cucumba ”với Moguai.
Với tư cách là người phối lại, Heldens đã phát hành các bản phối lại cho các nghệ sĩ bao gồm " One Kiss " của Calvin Harris và Dua Lipa, David Guetta và " Don't Leave Me Alone " của Anne-Marie, The Chainsmokers '" All We Know ", " Chained to the Rhythm "của Katy Perry, " Outside "của Calvin Harris và Ellie Goulding, và" Attention "của Charlie Puth.
Vào năm 2019, Heldens đã kỷ niệm năm năm thành lập hãng Heldeep và tập thứ 250 của chương trình radio hàng tuần Heldeep Radio, được phát sóng ở 65 quốc gia, phát sóng trên 90 đài và tiếp cận hơn 118 triệu người mỗi tuần, với Heldeep 5 World Tour, đưa Heldens và bạn bè trên khắp Bắc Mỹ, Mexico, Brazil, Peru, Châu Âu, Indonesia, Nhật Bản và Hàn Quốc.
Vào đầu năm 2020, anh hợp tác với nhóm nhạc nữ Itzy của Hàn Quốc để sản xuất một tác phẩm phụ mang tên "Ting Ting Ting." Vào tháng 6 năm đó, Heldens đã phát hành bản phối lại bài hát ăn khách Dasies của Katy Perry.
Heldens được quản lý bởi Dave Frank, Alex Harrow và Lucas Keller tại Milk & Honey, đã ký hợp đồng với RCA Records / Sony và Heldeep Records. Anh ấy được xuất bản bởi Universal Music Publishing cho thế giới.

## Biểu diễn
Heldens đã biểu diễn tại các lễ hội và địa điểm bao gồm Coachella, Glastonbury, Lollapalooza, Electric Daisy Carnival, Ultra, Tomorrowland, Electric Zoo, Creamfields, Veld Music Festival, Stereosonic, Djakarta Warehouse Project, Sensation, Brooklyn Mirage, Echostage, Fabric, Governors Island, LIV, Máy in và Đá đỏ. Anh ấy đã tổ chức cư trú tại các câu lạc bộ ở Las Vegas và Ibiza bao gồm Hakkasan, Omnia, Wet Republic, Marquee, HÏ, Ushuaïa và Pacha.

## Giải thưởng
| Năm  | Tổ chức | Giải thưởng                                        | Đề cử    | Kết quả   |
| ---- | --- | -------------------------------------------------- | -------- | --------- |
| 2016 | <a href="https://en.wikipedia.org/wiki/Style_Icon_Asia" rel="mw:ExtLink" title="Style Icon Asia" class="cx-link" data-linkid="248">Style Icon Asia</a> | Nhà sản xuất toàn cầu mang tính biểu tượng của năm | Bản thân | Đoạt giải |

### Tạp chí DJ 100 DJ hàng đầu
| Năm  | Vị trí | Ghi chú | Ref.   |
| ---- | ------ | ------- | ------ |
| 2014 | 34     | Mới     | [ 34 ] |
| 2015 | 12     | +22     | [ 34 ] |
| 2016 | số 8   | +4      | [ 34 ] |
| 2017 | 13     | -5      | [ 34 ] |
| 2018 | 9      | +4      | [ 34 ] |
| 2019 | 7      | +2      | [ 34 ] |